# Гутланд

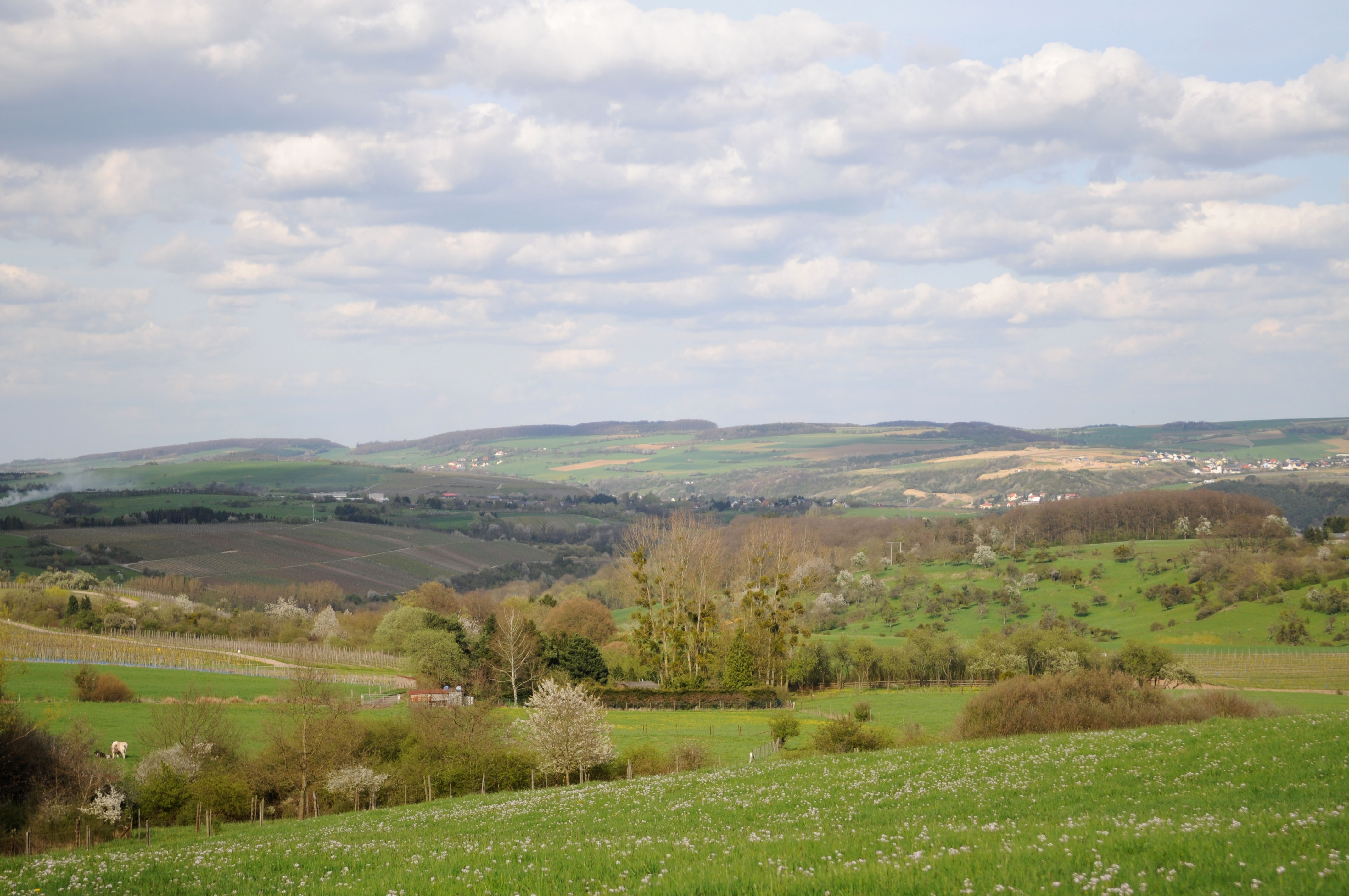
Пагорбиста рівнина — типовий ландшафт Гутланду. Комуна Леннінген, південний схід району.

Гутланд (люксемб. Guttland — добрий край) — регіон на півдні Великого герцогства Люксембург, що має географічні і економічні особливості порівняно з північним регіоном країни — Еслінгом. Займає 68 % території країни. Ландшафт району має більш рівнинний характер ніж на півночі.
Гутланд являє собою погорбовану рівнину, що поступово спускається з півночі на південь. Середня висота району становить 270 м над рівнем моря. Тут розташована найнижча точка країни — 133 м над рівнем моря. Велика частина регіону зайнята сільськими полями й садами. Гутланд не є однорідним і складається з п'яти субрайонів: Долини семи замків, так званої Люксембурзької Швейцарії, Люксембурзького плато, долини річки Мозель і Червоних земель.
На відміну від слабкозаселеної півночі країни, Гутланд є відносно густозаселеним районом країни. Тут розташована більшість міст країни, серед яких найбільшими є Люксембург, Еш-сюр-Альзет, Дифферданж, Дюделанж. У Гутланді найбільш урбанізованими є західні території — в межах чотирьох кантонів округи Люксембург. Східна частина регіону так само мало заселена як й Еслінг.
Геологічна будова Гутланду сформувалася у Юрському і Тріасовому періодах.

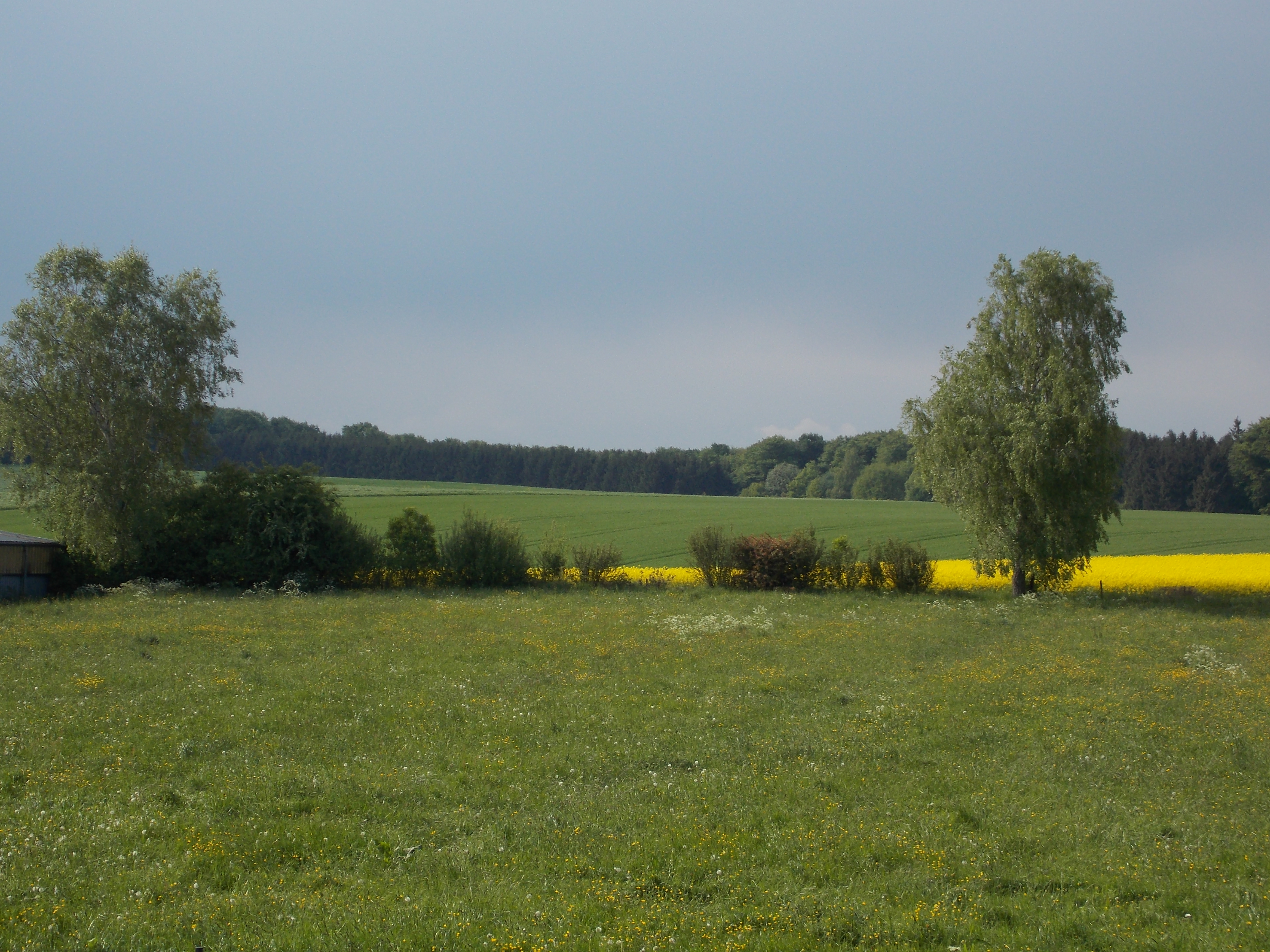
Краєвид на південному заході Гутланду.
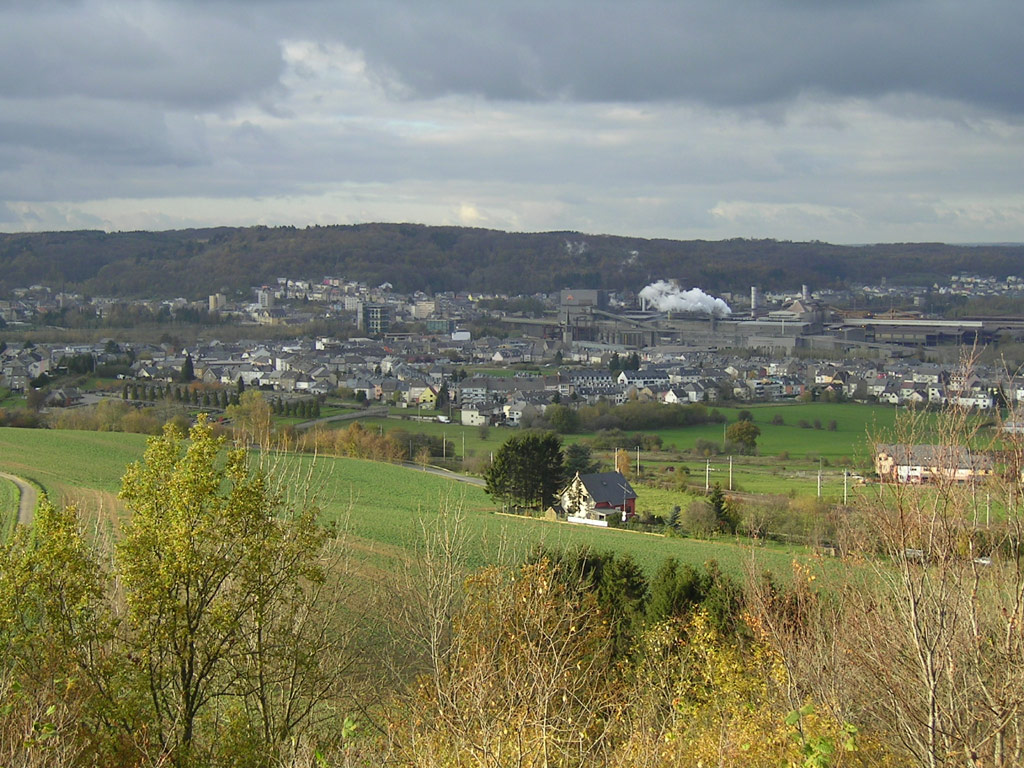
Місто Дифферданж (південний захід Гутланду).
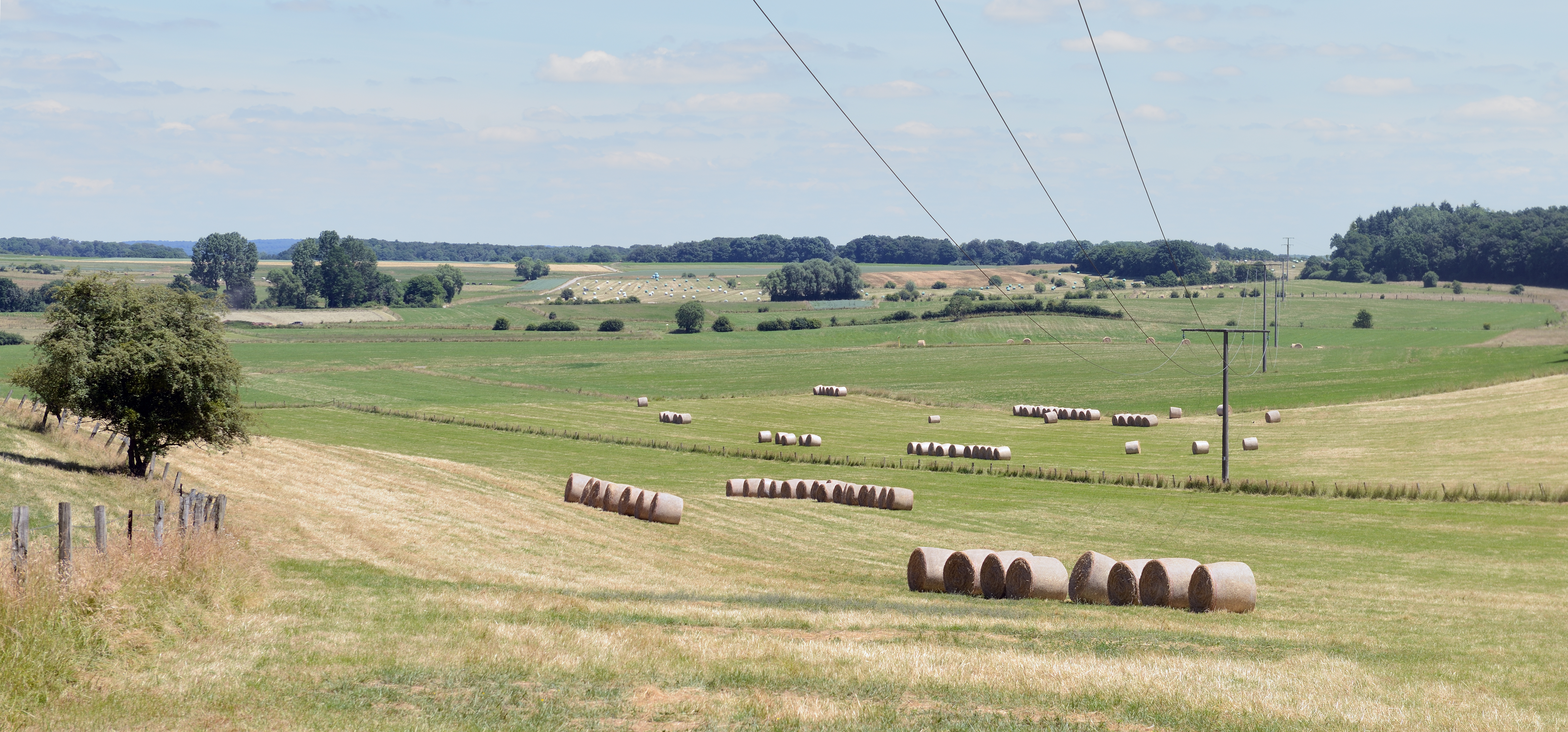
Комуна Беттембург (південь Гутланду).
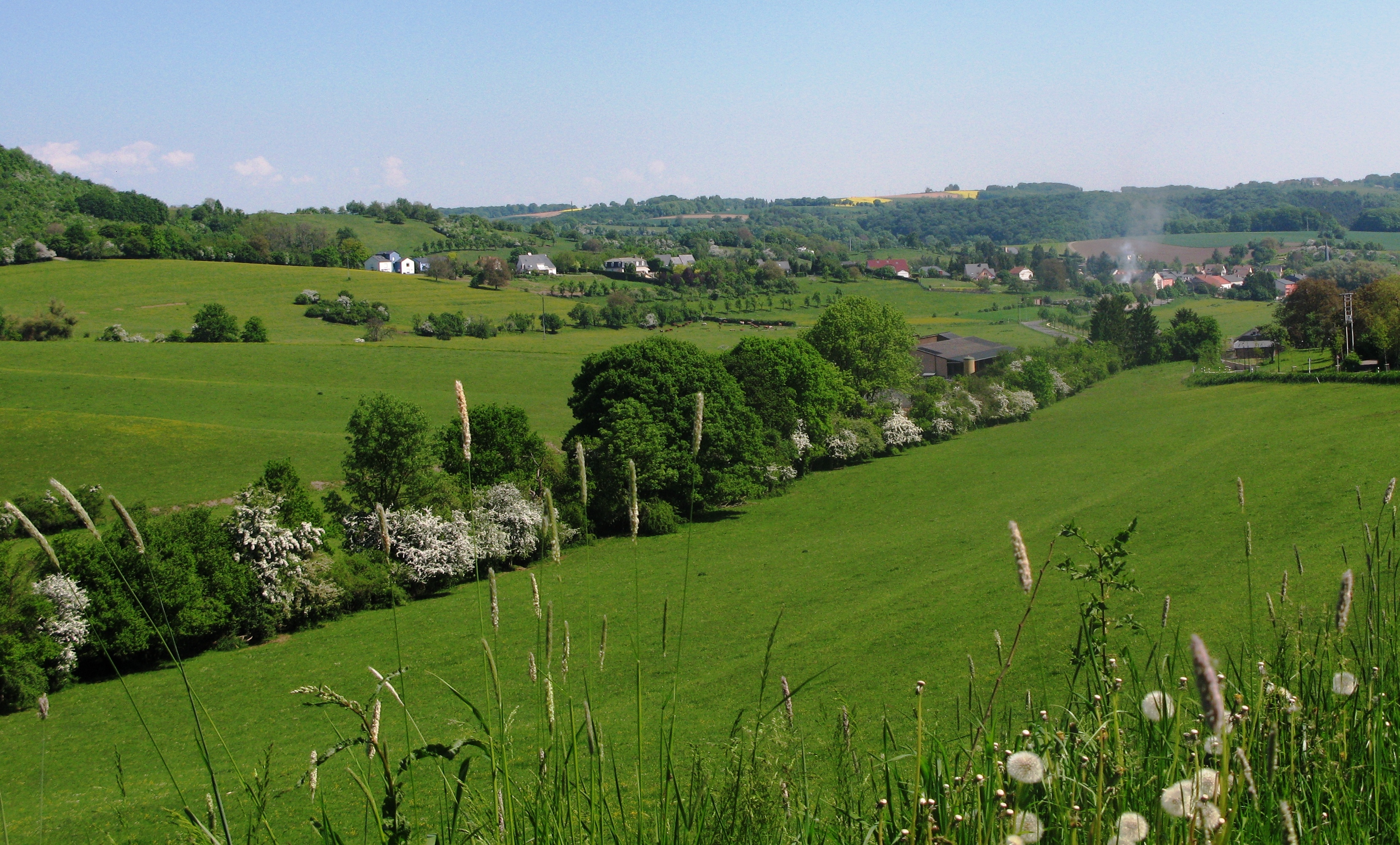
Південний схід Гутланду.